# بخش جیریبام
بخش جیریبام (به انگلیسی: Jiribam district) یک منطقهٔ مسکونی در هند است که در مانیپور واقع شده‌است. بخش جیریبام ۲۳۲ کیلومتر مربع مساحت و ۴۳٬۸۱۸ نفر جمعیت دارد.